# Bimensuel
Ne doit pas être confondu avec bimestriel.
Un bimensuel est un titre de presse écrite paraissant deux fois par mois, le plus généralement sous la forme d'un magazine.
Le néologisme « quinzomadaire » est apparu en 1970 à la une du magazine Tout !. Il est devenu plus courant dans le vocabulaire de la presse avec la publication de magazines de programmes télévisés qui rassemblaient deux semaines de programme tels que Télé 2 semaines et TV Grandes Chaînes, sortis en 2004, et Télé Showbiz, apparu en 2006, ainsi qu'avec les sorties, en 2013, de 01net Magazine et, en 2015, de Society. Quand un quinzomadaire paraît le 1er du mois, il paraît trois fois dans le mois, les 1, 15 et 29.
Bimensuel est également un adjectif.

## Évolution du sens
D’après le dictionnaire Le Robert, le sens originel du terme était de « tous les deux mois », soit un synonyme de bimestriel.